# 28537 Kirapowell
28537 Kirapowell este un asteroid din centura principală de asteroizi.

## Descriere
28537 Kirapowell este un asteroid din centura principală de asteroizi. A fost descoperit pe 29 februarie 2000 la Socorro, New Mexico, în cadrul proiectului LINEAR. Asteroidul prezintă o orbită caracterizată de o semiaxă mare de 2,54 ua, o excentricitate de 0,07 și o înclinație de 5,8° în raport cu ecliptica.